# マリー・タリオーニ

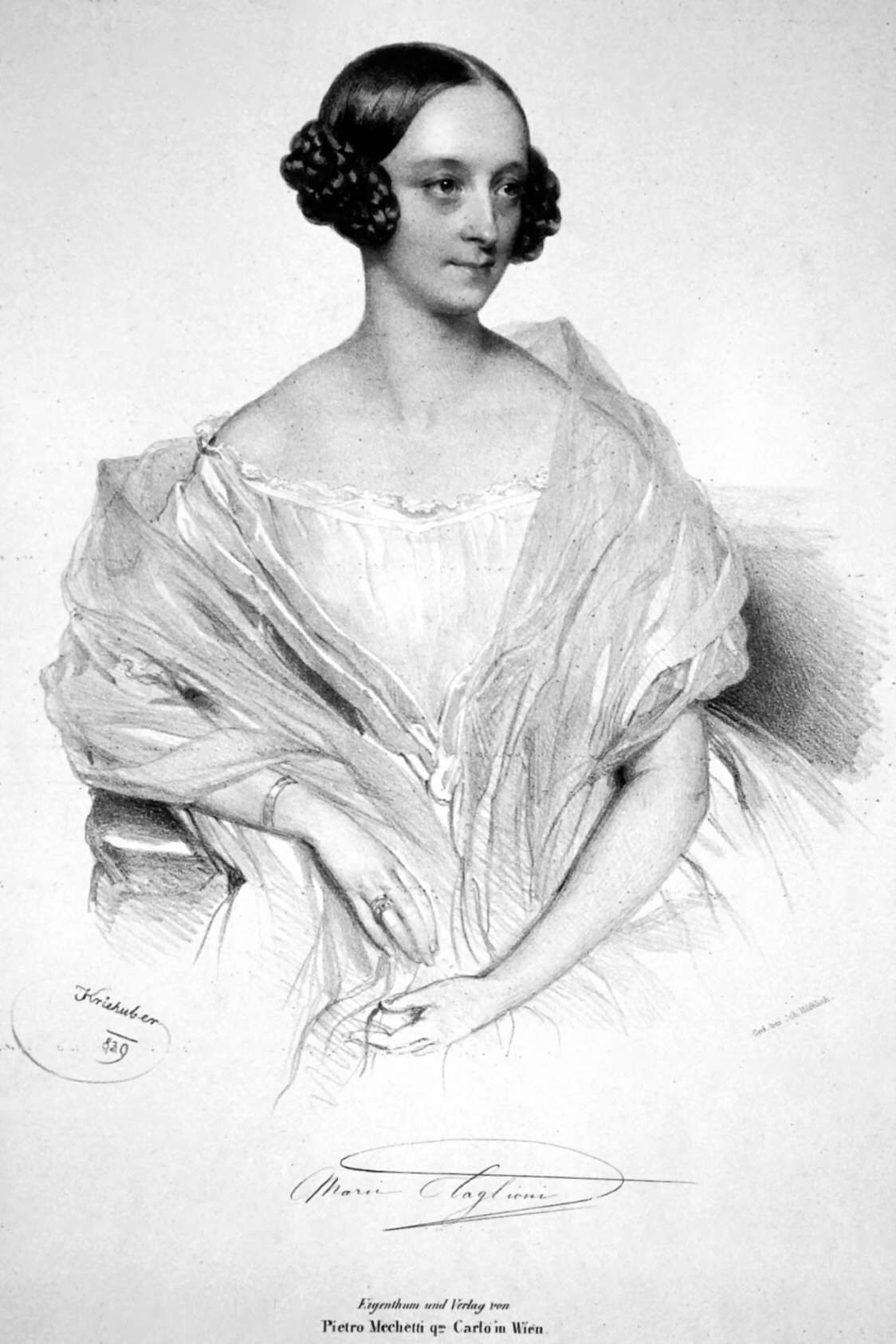
マリー・タリオーニ。ヨーゼフ・クリーフーバー画。1839年。

マリー・タリオーニ（Marie Taglioni, 1804年4月23日 - 1884年4月22日）は、ロマンティック・バレエ時代を代表するスウェーデン・イタリアのバレエダンサーである。父はバレエダンサーで、ロマンティック・バレエを先導した振付家であるフィリッポ・タリオーニ（Filippo Taglioni, 1777年 - 1871年）。母は、スウェーデンのオペラ歌手クリストファー・カルステン（Christoffer Christian Karsten）の娘ソフィー（Sophie Karsten）。

## プロフィール
ストックホルムで生まれる。タリオーニ家はダンスの名門で、親戚に名の知られたバレエダンサーが多かった。
幼い頃からバレエを学び、17歳からは父の厳しい訓練によって高度なテクニックを習得し、1822年、ウィーンで初舞台を踏んだ。以来、ドイツ、イタリアなどで踊る。

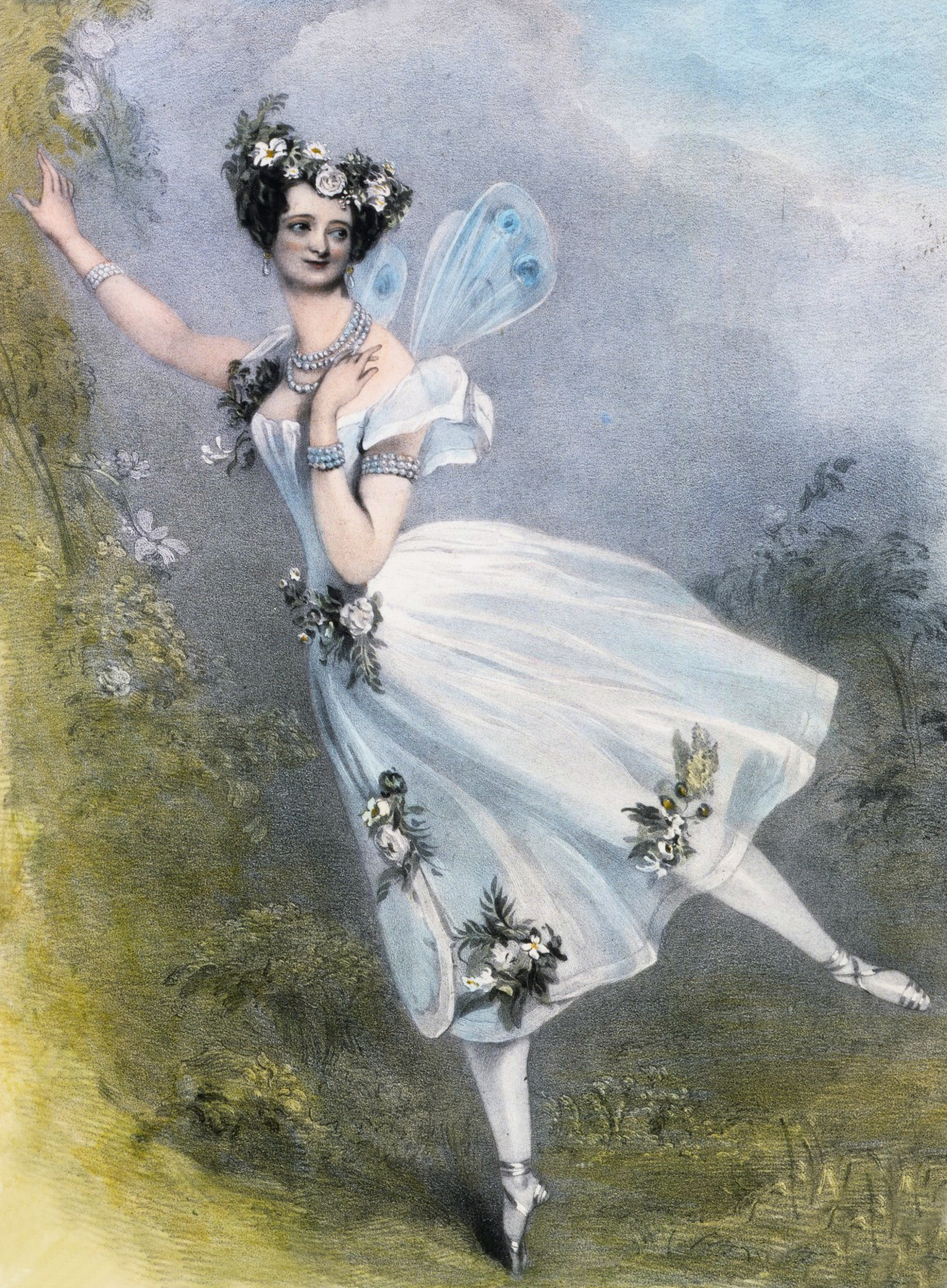
マリー・タリオーニ。

1827年にパリ・オペラ座で初舞台。1831年にはジャコモ・マイアベーアが作曲し、父フィリッポ・タリオーニが振付た『悪魔のロベール』の「死んだ尼僧たちの踊り」でバレエ・シーンの主役を踊って好評を得た後、1832年オペラ座で同じく父の振付による『ラ・シルフィード（空気の精）』の主役を演じて大成功を収め、その名を不朽のものとした。この作品において初めてチュチュが用いられたこと、ポワント（つま先）で立ったことが記録されている。『ラ・シルフィード』は彼女の別称ともなり、空中を舞うように踊り、精霊や妖精のような異界の役柄を得意とするダンサーであった。
1836年、父の振付で『ドナウの娘』の主役を初演したのち、パリを離れる。1837年から5年間はロシアのサンクトペテルブルクで踊って成功した。ヨーロッパ各地で踊り、絶賛される。1847年に引退し、ヴェネツィア近郊に住んだ。
晩年、経済的な行き詰まりから、ロンドンへ移って、1871年から1880年までバレエ教師として生計をたてた。1880年からはマルセイユの息子のもとに身を寄せ、同地で没する。

## エピソード
マリー自身については、背が高く痩せぎすの猫背で容姿に恵まれなかったと伝えられる。性的魅力に欠けたことから、男性ファンの多かったファニー・エルスラーと比較されて「婦人好み」と評された。